# ستيفان كولير
ستيفان كوليير (بالإنجليزية: Stefan Collier)‏، من مواليد 14 أغسطس 1998 في ليسه، هولندا، هو ممثل هولندي.
بصفته ممثلًا شابًا، لعب كوليير دور الشاب فيليم ألكساندر في المسلسل التلفزيوني لعام 2012 بياتريكس، أورانج تحت النار. ولعب دور جوكيم في الفيلم الطويل لعام 2013 آسف!، وهو فيلم مقتبس عن كتاب بواسطة كاري سلي.

## وصلات خارجية
- ستيفان كولير على موقع IMDb (الإنجليزية)
- ستيفان كولير على موقع روتن توميتوز (الإنجليزية)
- ستيفان كولير على موقع قاعدة بيانات الفيلم (الإنجليزية)